# 2016년 10월 죽음
다음은 2016년 10월에 사망한 저명한 인물 목록이다.
- 10월 2일
  - 대한민국의 가수 백야성
  - 영국의 지휘자 네빌 마리너
- 10월 9일 - 폴란드의 영화감독 안제이 바이다
- 10월 12일 - 대한민국의 바이올리니스트 권혁주
- 10월 13일
  - 이탈리아의 극작가 다리오 포
  - 타이의 국왕 푸미폰 아둔야뎃
- 10월 14일 - 대한민국의 소설가 송영
- 10월 20일
  - 대한민국의 법학자 이영희
  - 일본의 성우, 배우, 연출가 키모츠키 카네타
- 10월 22일 - 영국의 만화가 스티브 딜런
- 10월 23일 - 영국의 싱어송라이터 피트 번즈
- 10월 24일 - 대한민국의 목포시장 권이담
- 10월 25일
  - 대한민국의 군인이자 정치인 서종표
  - 브라질의 축구선수 카를루스 아우베르투 토히스
- 10월 27일 - 일본의 친왕 미카사노미야 다카히토 친왕